# Lega Nazionale B 1993 (football americano)
La Lega Nazionale B 1993 è stata la 6ª edizione del campionato di football americano di secondo livello, organizzato dalla SAFV.

## Squadre partecipanti
| Club                | Città      | Stadio | Sponsor ufficiale | Risultato nella stagione 1992 |
| ------------------- | ---------- | ------ | ----------------- | ----------------------------- |
| Berner Grizzlies    | Berna      |        |                   | Terzo posto                   |
| Bienna Jets         | Bienne     |        |                   | Vincitori LNB (a pari merito) |
| Gladiators Pratteln | Pratteln   |        |                   | Sesto posto                   |
| Winterthur Warriors | Winterthur |        |                   | Vincitori LNB (a pari merito) |
| Zug Dolphins        | Zugo       |        |                   | Quinto posto                  |

## Stagione regolare

### Calendario

#### 1ª giornata
| 25 aprile 1993 | Winterthur Warriors | 41 – 0 | Zug Dolphins |  |

| 25 aprile 1993 | Bienna Jets | 29 – 22 | Gladiators Pratteln |  |

#### 2ª giornata
| 2 maggio 1993 | Gladiators Pratteln | 41 – 0 | Winterthur Warriors |  |

| 2 maggio 1993 | Berner Grizzlies | 14 – 0 | Bienna Jets |  |

#### 3ª giornata
| 16 maggio 1993 | Gladiators Pratteln | 48 – 0 | Zug Dolphins |  |

| 16 maggio 1993 | Winterthur Warriors | 9 – 21 | Berner Grizzlies |  |

#### 4ª giornata
| 23 maggio 1993 | Zug Dolphins | 14 – 29 | Berner Grizzlies |  |

| 23 maggio 1993 | Winterthur Warriors | 21 – 11 | Bienna Jets |  |

#### 5ª giornata
| 6 giugno 1993 | Gladiators Pratteln | 18 – 19 | Bienna Jets |  |

#### 6ª giornata
| 13 giugno 1993 | Berner Grizzlies | 6 – 14 | Gladiators Pratteln |  |

#### 7ª giornata
| 27 giugno 1993 | Winterthur Warriors | 8 – 14 | Gladiators Pratteln |  |

#### 8ª giornata
| 4 luglio 1993 | Bienna Jets | 8 – 19 | Berner Grizzlies |  |

#### 9ª giornata
| 15 agosto 1993 | Berner Grizzlies | 15 – 0 | Winterthur Warriors |  |

#### 10ª giornata
| 22 agosto 1993 | Bienna Jets | 44 – 6 | Winterthur Warriors |  |

#### 11ª giornata
| 29 agosto 1993 | Gladiators Pratteln | 6 – 19 | Berner Grizzlies |  |

### Classifica
La classifica della regular season è la seguente:
- PCT = percentuale di vittorie, G = partite giocate, V = partite vinte, P = partite perse, PF = punti fatti, PS = punti subiti
- La squadra vincitrice è indicata in verde

| Pos. | Squadra             | PCT  | G | V | P | PF  | PS  |
| ---- | ------------------- | ---- | - | - | - | --- | --- |
| 1    | Berner Grizzlies    | .833 | 6 | 5 | 1 | 97  | 37  |
| 2    | Bienna Jets         | .500 | 6 | 3 | 3 | 115 | 81  |
| 3    | Gladiators Pratteln | .500 | 6 | 3 | 3 | 111 | 100 |
| 4    | Winterthur Warriors | .167 | 6 | 1 | 5 | 44  | 146 |
| -    | Zug Dolphins        | .000 | 3 | 0 | 3 | 14  | 118 |

## Playoff
| 12 settembre 1993 | Bienna Jets | 6 – 0 | Zürich Renegades |  |

## Verdetti
- Berner Grizzlies Campioni Lega Nazionale B 1993